# Ochrosia nakaiana
Ochrosia nakaiana är en oleanderväxtart som först beskrevs av Gen-Iti Koidzumi, och fick sitt nu gällande namn av Gen-Iti Koidzumi och Hiroshi Hara. Ochrosia nakaiana ingår i släktet Ochrosia och familjen oleanderväxter. Inga underarter finns listade i Catalogue of Life.